# Uffici S.C. Johnson
Uffici S.C. Johnson (in origine: Johnson Wax Building) è l'edificio che ospita la sede amministrativa mondiale della S.C. Johnson e si trova a Racine in Wisconsin. 
Progettato dall'architetto statunitense Frank Lloyd Wright l'edificio fu costruito fra il 1936 ed il 1939. 
Conosciuto anche come Administration Building Johnson Wax, insieme alla vicina torre di 14 piani, denominata Johnson Wax Research Tower (Torre della Ricerca Johnson Wax)  (costruita 1944-1950), nel 1976 sono stati riconosciuti come National Historic Landmark Monumento Storico Nazionale.